# Edmund Kloskowski
Edmund Jan Kloskowski (ur. 6 grudnia 1919 w Brusach, zm. 13 września 1993 w Człuchowie) – pedagog, działacz kulturalno-oświatowy, historyk specjalizujący się w historii ziemi człuchowskiej. Opiekował się zabytkami, zbierał dokumenty dotyczące dziejów ziem zachodnich, a szczególnie człuchowskiej. Zbierał i zabezpieczał stare archiwalia, poszukiwał dokumentów w całej Polsce, jak i zagranicą.

## Życiorys
Edmund Kloskowski z pochodzenia Kaszub urodził się w rodzinie chłopskiej jako najstarszy syn Augustyna i Kornelii z domu Wyrowińskich, miał czterech braci – January, Czesław, Zbigniew, Jerzy. Do szkoły powszechnej uczęszczał w Tucholi. W 1931 roku rozpoczął naukę w gimnazjum w Chojnicach. W 1937 roku został przyjęty do Liceum Pedagogicznego w Grudziądzu, gdzie do wojny ukończył dwie klasy, w tym czasie zaczął działać jako harcerz.
Z dniem wybuchu II wojny światowej z terenów Człuchowa i Debrzna XIX Korpus Pancerny z 4 Armii, dowodzony przez gen. Heinza Guderiana rozpoczął natarcie. Rodzina Kloskowskich podjęła się ucieczki, lecz w ciągu kilku dni front ich wyprzedził i w drodze powrotnej Edmund o mało nie został rozstrzelany przez Niemców podejrzewających go o dezercję. Po powrocie do rodzinnej miejscowości wraz z innymi musiał się regularnie stawiać w miejscowym urzędzie, a niedługo został skierowany do robót przymusowych na terenie Pomorza w firmie Klampt. Pracował przy budowie dróg i mostów. W związku z pochodzeniem etnicznym z pogranicza między III Rzeszą a Rzecząpospolitą Polską około 1941 roku został uznany za Wasserpolen i wpisany jako Eingedeutschte, a następnie przymusowo wcielony do Wehrmachtu.
Według zapisów sporządzonych przez Rejonową Komendę Uzupełnień Szczecinek zapis z dn. 22.04.1949 wygląda następująco. Według książeczki wojskowej: 8.10.1942 wcielony do armii niemieckiej do 489 pułku piechoty, 5.12.1942 zaprzysiężony, 3.08.1943 awansowany na starszego strzelca, 16.10.1943 wyjazd do Norwegii i przydzielony do 62 pułku piechoty kompanii sanitarnej, 16.05.1945 wzięty do obozu polskiego w Norwegii, 18.11.1945 zwolniony i powrócił do Polski, 22.04.1949 przeniesiony do rezerwy w PRL, uznany zdolnym do służby liniowej.
Latem 1945 roku powrócił do Polski i osiadł we wsi Olszanowo w powiecie człuchowskim. W połowie grudnia 1945 roku uruchomił szkołę jednoklasową w Olszanowie. 15 marca 1947 zdał egzamin dojrzałości w Liceum Pedagogicznym w Bydgoszczy. 26 sierpnia 1953 roku ożenił się z Janiną z domu Marchlewicz z Wolności z którą miał i wychował trójkę dzieci Tadeusza, Halinę i Kornelię. Na własną prośbę został przeniesiony i zajął stanowisko kierownika Szkoły Podstawowej w Czarnoszycach. W 1961 roku powierzono mu kierowanie Szkołą Podstawową w Polnicy. Za jego staraniem obok starego obiektu wybudowano nową szkołę imienia Józefa Wybickiego.
W 1969 dotknął go udar mózgu, który spowodował paraliż, otrzymał II grupę inwalidzką. W 1975 został mianowany dyrektorem nowo powstającego Muzeum Regionalnego w Człuchowie z siedzibą w dworze miejskim (z 2 poł. XIX w., dawniej siedziba starostwa) przy al. Wojska Polskiego 3. W 1979 roku w Wyższej Szkole Pedagogicznej w Słupsku uzyskał stopień magistra historii na podstawie pracy „Podziały terytorialne Pomorza w średniowieczu”. 1 stycznia 1986 przeszedł na emeryturę, lecz nadal pracował na 1/2 etatu w Muzeum Regionalnym. W wyniku poszukiwań bibliofilskich odkrył w bibliotekach berlińskich pierwszą monografię miasta Człuchów – Carl Schulz, Gezchichte der Stadt Schlochau, Schlochau 1882. Efektem jego pracy były również liczne artykuły, wywiady czy współautorstwo książki Dzieje ziemi człuchowskiej.
Zmarł nagle 13 września 1993 roku w Człuchowie. Pogrzeb odbył się 16 września; pożegnały go setki ludzi w bazylice pw. Ścięcia św. Jana Chrzciciela w Chojnicach, a następnie kondukt żałobny przeszedł ulicami miasta na cmentarz komunalny.
Był przewodnikiem PTTK, prezesem wielu organizacji działających na terenie ziemi człuchowskiej jak Towarzystwa Rozwoju Ziem Zachodnich, Polskiego Towarzystwa Historycznego, Towarzystwa Miłośników Ziemi Człuchowskiej. Był także członkiem i założycielem człuchowskiego oddziału Zrzeszenia Kaszubsko-Pomorskiego, w którym działał czynnie do chwili śmierci jako przewodniczący komisji rewizyjnej.

## Przynależność do organizacji
- 1947–1979(?) – Zjednoczone Stronnictwo Ludowe
- 1957–1968 – Towarzystwo Rozwoju Ziem Zachodnich w Człuchowie (1962–1968 prezes)
- 1961–1979(?) – Polskie Towarzystwo Turystyczno-Krajoznawcze
- 1963–1979(?) – Towarzystwo Miłośników Ziemi Człuchowskiej (1972–1978 prezes)
- 1978-(?) – Polskie Towarzystwo Historyczne
- 9.10.1980-(?) – NSZZ „Solidarność”

## Wyróżnienia
- 09.06.1957 – odznaczony Srebrnym Krzyżem Zasługi uchwałą Rady Państwa PRL
- 19.11.1962 – otrzymał godność zasłużonego działacza Towarzystwa Rozwoju Ziem Zachodnich
- 16.11.1963 – otrzymał Odznakę Honorową ZHP „za aktywną pracę wśród młodzieży i dzieci” przez Związek Harcerstwa Polskiego, Chorągiew Koszalińska
- 1964 – otrzymał odznakę Zasłużony Działacz Kultury
- 05.06.1965 – odznaczony Srebrną Odznaką „Za opiekę nad zabytkami” przez ministra kultury i sztuki PRL
- 17.11.1966 – wyróżniony Odznaką Honorową „Za zasługi w rozwoju województwa koszalińskiego” przez prezydium wojewódzkiej rady narodowej w Koszalinie
- 1971 – odznaczony Złotą Odznaką PTTK
- 02.07.1979 – odznaczony Krzyżem Kawalerskim Odrodzenia Polski
- 14.04.1980 – wyróżniony Odznaką Honorową „Za zasługi dla województwa Słupskiego” przez Wojewódzką Radę Narodową w Słupsku
- 25.04.1980 – wyróżniony Odznaką Honorową „Zasłużony dla miasta Człuchów” przez Miejską Radę Narodową w Człuchowie
- 22.07.1984 – odznaczony Medalem 40-lecia Polski Ludowej uchwałą Rady Państwa PRL
- 27.12.1984 – otrzymał Dyplom za aktywną prace w PTTK
- 02.05.1985 – odznaczony Honorową Odznaką „Za zasługi w rozwoju turystyki w województwie słupskim” przez Urząd Wojewódzki Wydział Kultury Fizycznej i Turystyki w Słupsku
- ? – wyróżniony Odznaką Honorową „Zasłużony dla ziemi koszalińskiej”

## Informacje dodatkowe
W 2008 roku wydano książkę pt. „Inwentarz Starostwa Człuchowskiego z roku 1753” na 660 lecie miasta Człuchów, którą zadedykowano Edmundowi Kloskowskiemu jako założycielowi i pierwszemu dyrektorowi Muzeum Regionalnego.